# Guldbaggegalan 2001
Den 36:e Guldbaggegalan, som belönade svenska filmer från 2000, sändes från Cirkus, Stockholm den 5 februari 2001.

## Vinnare och nominerade
| Bästa film | Bästa regi |
| --- | --- |
| - Sånger från andra våningen – Lisa Alwert - Jalla! Jalla! – Anna Anthony - Vingar av glas – Peter Kropénin                                                 | - Roy Andersson – Sånger från andra våningen - Geir Hansteen Jörgensen – Det nya landet - Lukas Moodysson – Tillsammans          |
| Bästa manliga huvudroll | Bästa kvinnliga huvudroll |
| - Kjell Bergqvist – Den bästa sommaren - Per Graffman – Före stormen - Michalis Koutsogiannakis – Det nya landet                                            | - Lena Endre – Trolösa - Lia Boysen – Det nya landet - Sara Sommerfeld – Vingar av glas                                          |
| Bästa manliga biroll | Bästa kvinnliga biroll |
| - Said Oveissi – Vingar av glas - Brasse Brännström – Gossip - Michael Nyqvist – Tillsammans                                                                | - Bibi Andersson – Det blir aldrig som man tänkt sig - Aminah Al Fakir – Vingar av glas - Cecilia Nilsson – Den bästa sommaren   |
| Bästa manuskript | Bästa foto |
| - Roy Andersson – Sånger från andra våningen - Peter Birro och Lukas Moodysson – Det nya landet - Lukas Moodysson – Tillsammans                             | - István Borbás och Jesper Klevenås – Sånger från andra våningen - John Olsson – Knockout - Esa Vuorinen – Dubbel-8              |
| Bästa dokumentärfilm | Bästa kortfilm |
| - Min mamma hade fjorton barn – Lars Lennart Forsberg - Fyren – Magnus Enquist, Kristian Petri och Jan Röed - Respect! – Susanna Edwards                    | - Del av den värld som är din – Karin Wegsjö - En gris behöver ingen klocka – Marianne Strand - To Be Continued – Linus Tunström |
| Bästa prestation ljud | Bästa prestation bild |
| - Jan Alvermark, för ljudet i Sånger från andra våningen | - Fredrik Morheden, för klippningen i Det nya landet                                                                             |
| Bästa utländska film | Hedersguldbaggen |
| - Magnolia – Paul Thomas Anderson - American Beauty – Sam Mendes - Boys Don't Cry – Kimberly Peirce                                                         | - Annalisa Ericson, skådespelare, dansös och revyartist                                                                          |
| Ingmar Bergman-priset | |
| - De sex eleverna vid Dramatiska Institutets manuslinje, (Antonia Pyk, Daniel Karlsson, Erik Ahrnbom, Josefine Broman, Linn Gottfridsson, Mårten Klingberg) | |